# Arctoparmelia separata
Arctoparmelia separata är en lavart som först beskrevs av Theodor 'Thore' Magnus Fries, och fick sitt nu gällande namn av Hale. Arctoparmelia separata ingår i släktet Arctoparmelia och familjen Parmeliaceae.   Inga underarter finns listade i Catalogue of Life.